# 憑著愛
〈憑著愛〉是台灣女歌手蘇芮於1989年推出的一首經典粵語歌曲，作曲盧冠廷、填詞潘源良，收錄於蘇芮同年1月推出的同名專輯《憑著愛》內，是電影《群龍戲鳳》的主題曲。经典华语歌曲，卢冠廷的代表作品之一。內容正面勵志，獲各電台熱播，流行榜成績斐然，並獲得叱咤樂壇流行榜的至尊歌曲大獎，亦被香港人用作支持六四民運的歌曲。
電影在台灣上映時推出國語版本〈再回首〉，由陳樂融填詞，在1989年1月於飛碟唱片的《飛碟1988電影主題曲精選-電影街3》雜錦碟初次發行，及後收錄於蘇芮的精選專輯《經典》。1991年，姜育恒于春节联欢晚会翻唱这首歌曲，红遍全中国大陆。

## 背景和延伸
蘇芮於八十年代後期開拓香港市場，轉唱粵語歌，繼〈誰可相依〉和〈車站〉後，她再度為香港電影演唱主題曲。
盧冠廷曾透露他多番易曲稿都被《群龍戲鳳》的副導演盧堅拒收，沒有他的嚴格要求就沒有最終面世的版本。華僑日報樂評人百福認為此曲是盧冠廷擅長的抒情小品，「編排盡量簡單，卻異常成功」。
歌詞被視為潘源良的代表作。有論者認為歌詞用字淺白，敘述和抒情結合得宜，無說教感，內容亦切合電影主角的經歷。
這首以頌揚愛為主題的作品於推出後獲廣泛共鳴。同年夏季，在香港聲援六四愛國民主運動遊行中獲多番高唱，藉以鼓勵參與內地學運的工人與學生。2016年，香港財政司長曾俊華引用部分歌詞為財政預算案的結語，勉勵港人，並形容歌曲的味道來自蘇芮的特色唱腔和不太標準的粵語，此曲受歡迎是「香港社會多元包容的另一種體現」。潘源良則對歌詞獲引用表示「沒有感覺」。

## 現場演繹
此曲獲頒1989年度叱咤頒獎禮至尊歌曲獎時，蘇芮特意來港出席頒獎禮現場獻唱。

## 獎項
- 1989年度叱咤樂壇至尊歌曲大獎
- 1989年十大中文金曲 - 最佳作詞獎
- 1989年度CASH最廣泛演出金帆獎（粵語流行歌曲：電台） [9]
- 第9屆香港電影金像獎最佳原創電影歌曲

## 流行榜成績
流行榜最高位置：
- 商業電台：1
- 香港電台：1
- T.V.B.：1

## 其他版本
此曲翻唱及改編者眾，部份例子：
- 梅艷芳（1990）- 藝進慈善夜
- 陳百強（1991）- 紫色個體演唱會
- 盧冠廷
- 夏韶聲
- 關菊英
- 劉德華
- 林子祥（2010）- Made in Love演唱會
- 徐小鳳、盧冠廷、倫永亮（2015）- 最愛潘源良是誰作品展
- 林一峰、林二汶、C AllStar（2015）- 潘源良作品展前奏曲，由林一峰重新編曲並由這三單位翻唱
- 盧冠廷、趙學而（2020）- ViuTV《Chill Club》第三季第41集
- 林子祥、楊芸晴（2021）- 東方衛視《我們的歌(第三季)》第一期
- 葉蒨文（2022）- 《聲生不息·港樂》第五期，由杜自持改編編曲
- 曾比特（2023）- 國語版《再回首》，劇集《繁花》歌曲